# Рахманова Ольга Володимирівна
О́льга Володи́мирівна Рахма́нова (рос. Ольга Владимировна Рахманова; нар. 1871 (за іншими джерелами — 1870), Одеса, Херсонська губернія, Російська імперія — пом. 23 грудня 1943, Москва, СРСР) — російська і радянська акторка і режисер театру та німого кіно, сценарист, театральний педагог.

## Життєпис
Закінчила Одеську драматичну школу при Російському музичному товаристві. Деякий час грала у різних напіваматорських трупах.
Як професійна акторка дебютувала 1896 року в Театрі Незлобіна у Вільні (нині Вільнюс). Грала в Московському драматичному театрі Суходольської. Як режисер і антрепренер працювала в Одесі, Хабаровську та інших містах Російської імперії.
1905 року Ольга Рахманова організувала в Одесі «Курси художнього читання та техніки мовлення», які згодом перетворила на «Школу сценічного мистецтва». Серед учнів — Ігор Нєжний.
Після Жовтневого перевороту вела театрально-педагогічну та організаційну роботу в Тулі та інших містах Росії. Викладала майстерність сценічної мови в Державному інституті театрального мистецтва в Москві (нині Російський університет театрального мистецтва). Брала участь у підготовці акторських кадрів для республіканських театрів СРСР.
Знімалася в кіно. Зокрема, зіграла головну роль — мільйонерші Хромової — у фільмі «Життя за життя» (1916 рік).

## Фільмографія
Акторські роботи:
- «Брати Борис і Гліб» (1915, дружина Ніколаєва; реж. Є. Бауер)
- «Ірина Кірсанова» (1915, дружина професора Ніколаєва; реж. Є. Бауер)
- «Мар'я Лусьєва» (1915, реж. П. Чардинін)
- «Міражі» (1915, мати Маріанни; реж. П. Чардинін)
- «Після смерті» (1915, Капітоліна Марківна; реж. Є. Бауер)
- «Щастя вічної ночі» (1915, мати Лілі; реж. Є. Бауер)
- «Убога і ошатна» (1915, утримувачка будинку розпусти; реж. П. Чардинін)
- «Кульгава»/ рос. «Хромоножка» (1915, реж. П. Чардинін)
- «Я — Цар, я — раб, я — черв'як, я — Бог» (1915, Анна Миколаївна Строєва; реж. Є. Бауер)
- «Життя за життя» (1916, мільйонерша Хромова; реж. Є. Бауер)
- «Золота туфелька» (1916, графиня Бєльська; реж. О. Гейрот, Б. Чайковський)
- «На ложі смерті і кохання» (1916, реж. П. Чардинін)
- «Невинна жертва» (1916, реж. П. Чардинін)
- «Неллі Раїнцева» (1916, мати Неллі; реж. Є. Бауер)
- «Ніна» (1916, реж. Є. Бауер)
- «Епізод кохання» (1918, мати Ірини; реж. О. Рахманова)
- «Живий труп» (1918, мати Віктора; реж. Ч. Сабінський)
- «Мовчи суме... мовчи...» (1918, мати Волинцева; реж. П. Чардинін, Ч. Сабінський, В. Вісковським)
- «Фауст» (1918, реж. О. Рахманова, фільм не був випущений)
- «Сім'я Грибушиних» (1923, дружина Грибушина; реж. О. Розумний)
- «У тилу у білих» (1925, Дурасова, генеральша; реж. О. Рахманова, Б. Чайковським)

Сценарист:
- «Вічно лише те, що втрачено» (1916; реж. Є. Бауер)
- «Епізод кохання» (1918)
- «Фауст» (1918, фільм не був випущений)

Режисер-постановник:
- «Король Парижа» (1917, у співавт. з Є. Бауером — завершила роботу над фільмом)
- «Епізод кохання» (1918)
- «Казка весняного вітру» (1918)
- «Фауст» (1918, фільм не був випущений)
- «У тилу у білих» (1925, у співавт. з Б. Чайковським)